# Luca Grimaldi

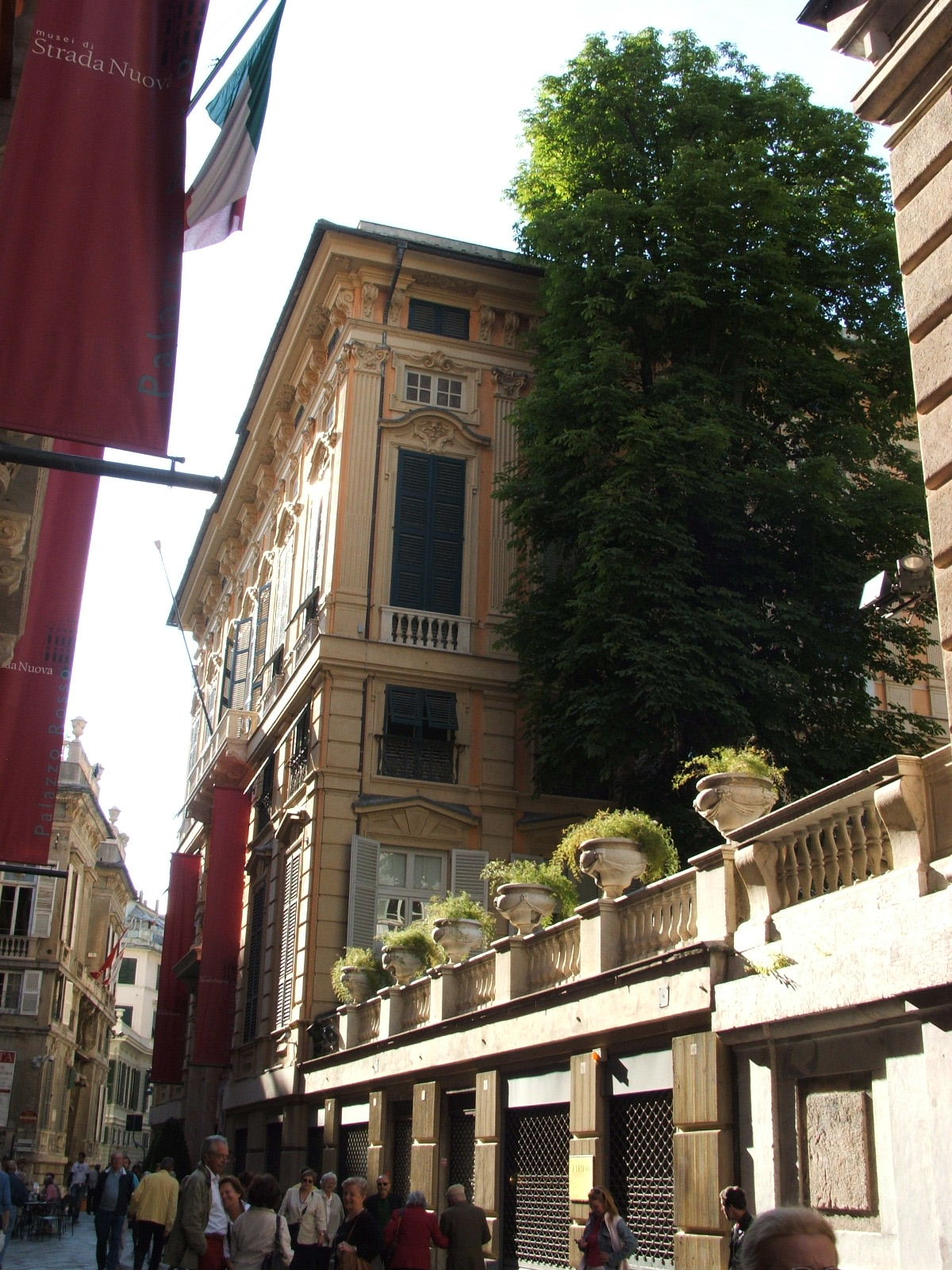
Palazzo Bianco w Genui

Luca Grimaldi (ur. 1675, zm. 1750) – polityk genueński.
Przez okres od 22 stycznia 1728 do 22 stycznia 1730 roku Luca Grimaldi pełnił urząd doży Genui. 
Jego przodkiem był średniowieczny włoski trubadur i dyplomata Luca Grimaldi (zm. 1275). Inny Luca Grimaldi żyjący w XVI wieku, potomek poprzedniego kazał wznieść Palazzo Bianco w Genui, w którym mieszkał m.in. doża Luca Grimaldi.